# 潛龍諜影Online
《潛龍諜影Online》是由日本科樂美公司發行，小岛工作室製作，PlayStation 3平台發售的多人戰術類動作遊戲，於2008年6月12日搭配《潛龍諜影4 愛國者之槍》同步在日本、北美、歐洲與亞洲等地推出在2012年6月12日結束遊戲的營運。

## 付費下載更新
- Gene Expansion 基因的擴張

玩家可以使用梅莉兒與強尼，並新增Coppertown Conflict、Tomb of Tubes、Virtuous Vista三張地圖。
- Meme Expansion 謎因的擴張

玩家可以使用液體山貓與美玲，並新增Forest Firefight、Winter Warehouse、Silo Sunset三張地圖。
- Scene Expansion 意志的擴張

玩家可以使用雷電與吸血鬼，並新增Hazard House、Ravaged Riverfront、Outer Outlet三張地圖。

## 遊戲進行模式
遊戲可由以下模式進行
- 殊死戰

不分小隊的殊死戰，將其他玩家打倒便能獲得積分。
- 小隊殊死戰

以紅藍小隊對抗的殊死戰，將對手小隊擊敗便能獲得積分。
- 匿蹤殊死戰

是玩家穿著光學迷彩的個人殊死戰。
- 捕捉任務

對於目標的「KEROTAN」（小青蛙）、「GA-KO」（小鴨鴨）進行爭奪。
- 據點佔領任務

進行圍繞於地圖内的據點之攻防戰。
- 基地爆破任務

將分為以爆破為目的之炸彈設置組與以防止炸彈爆炸之炸彈拆卸組之對抗作戰。
- 潛行任務

參加玩家中將有一名隨機成為老蛇，另一位成為Mk.Ⅱ，兩者將襲擊場上兩方玩家並總共蒐集3塊玩家身上之狗牌，至於兩隊玩家的任務擊殺老蛇，先擊殺老蛇5次的隊伍將直接獲得勝利並結束遊戲，若時限結束老蛇與雙方隊伍都未達成目標則先比較擊殺老蛇次數，在比較雙方殺敵總數，高者勝。
- 救援任務

此處將進行圍繞於關卡内的「GA-KO」（小鴨鴨）進行攻防戰。防禦小隊將「GA-KO」（小鴨鴨）於限制時間之中防守住則為勝利。攻撃小隊將「GA-KO」（小鴨鴨）攜帶回目的地則為勝利。此外，令對手小隊的玩家角色全滅，亦為勝利。
- 小隊潛行任務

此處將進行不同裝備的潜入小隊與防禦小隊的攻防戰。防禦小隊將所有的敵人打倒，或是將「KEROTAN」（小青蛙）與「GA-KO」（小鴨鴨）防守住，則為勝利。潜入小隊將操作隱形迷彩，將「KEROTAN」（小青蛙）或是「GA-KO」（小鴨鴨）捕獲攜帶至目的地，或者令所有的敵人喪失行動力則為勝利。

## 遊戲內可操縱之特殊角色
- 老蛇 Old Snake

老蛇的CQC技能為遊戲中唯一最高，大部分的槍枝技能也是滿等級，身上的章魚迷彩僅在潛行任務可以使用。
- Mk.Ⅱ

僅可在潛行任務中使用，若潛行任務玩家過少也不會開放。潛行任務中可以完全隱形並且不消耗電力，攻擊手段包括高壓電擊擊暈對手與顯示清涼圖片誘惑敵方，亦可撿拾玩家的狗牌並攜帶狗牌移動，但並不計算在老蛇蒐集的狗牌總數內。
- 雷電 Raiden

具備有較高的體能，移動速度快，在需要戰友協助攀登的高處可以獨立攀登。從任何高處跳下都不會減少生命值。可使用特殊武器，高頻武士刀以及飛刀。使用高頻武士刀，可以防禦大部分的正面攻擊。開啟探測器時，可以看到周圍的陷阱。因爲體内沒有奈米機械，SOP系統無法使用。
- 強尼（秋葉） Johnny (Akiba)

強尼不擅於戰鬥，無法使用CQC，但是強尼是陷阱解除的專家，可將戰場上的所有陷阱視覺化甚至解除讓自己使用。強尼在連續三名敵方擊殺後會開始拉肚子，產生一股難聞的氣味讓場上所有經過的玩家都會受到影響。
- 梅莉兒 Meryl

梅莉兒是一位優秀的領袖，她所射擊與瞄準的敵人都會透過SOP系統分享給隊友，在梅莉而身邊不僅能提升士氣還可以回復氣力值，對於昏迷的隊友也可以快速幫助恢復意識。此外，梅莉兒具備十分優秀的手槍技能，再配備沙漠之鷹與個人獨有的付瞄準鏡的沙漠之鷹時，完全不需要重新填彈時間。
- 美玲 Mei-Lin

美玲雖然是非戰鬥員，但是可以在支援隊伍成員的方面發揮很大作用。使用聲波探測器，連牆壁後邊隱藏的敵人位置都可以掌握，用SOP連接可以與隊友共享情報。身為密蘇里號的艦長，美玲還在指定範圍内可以呼叫炮擊。
- 吸血鬼 Vamp

具備有較高的體能，移動速度快，在需要戰友協助攀登的高處可以獨立攀登，而且從任何高處跳下都不會減少生命值。可以使用專用武器，軍刀，飛刀。死亡後，在原地復活。
- 液體山貓 Liquid Ocelot

Liquid Ocelot 掌握着SOP系統。發動「Guns of Patriots」，停止敵人的攻擊，也同時控制感情，能使敵人在一定時間内不能行動。另外，Liquid Ocelot也是CQC的高手，擅長使用CQC與高電壓互身刀電擊敵人。遊戲中若出現此角色，有一定機率在遊戲時間結束時會進行加時延長賽。

## 外部連結
- （中文）—《潛龍諜影Online》中文官方網站 （页面存档备份，存于）